# Contrôle visuel discret
En droit belge, le contrôle visuel discret est une procédure de droit pénal « consistant pour les enquêteurs, à pénétrer, à tout moment - de jour comme de nuit - dans un lieu privé, à l'insu du propriétaire ou de son ayant droit, ou sans le consentement de ceux-ci, en vue d'inspecter les lieux, de réunir des preuves ou d'installer des moyens techniques dans le cadre d'une observation ». Le contrôle visuel discret est soumis à l'autorisation du Procureur du Roi ou du juge d'instruction dans les conditions fixés par le code d'instruction criminelle et notamment l'article 89 ter.
En droit français, cette pratique s'assimile à une forme de perquisition.